# Uruguay Montevideo Football Club
El Uruguay Montevideo Football Club es un club uruguayo de fútbol, con sede en el barrio Pueblo Victoria de la ciudad de Montevideo. Fue fundado en 1921 y actualmente participa en la Segunda División de Uruguay.
Es el club con más participaciones en Segunda División (29 incluyendo la actual participación en el campeonato 2024) sin haber logrado nunca ascender a la Primera División.

## Historia

### Sus inicios
Uruguay Montevideo Football Club fue fundado el 5 de enero de 1921 en el barrio montevideano de Pueblo Victoria. Debe su nombre a los buques de la marina de guerra del Uruguay de la época: crucero "Uruguay" y fragata "Montevideo".
El color celeste de la camiseta se debe al color de la camiseta de la selección uruguaya, la cual ya llevaba 10 años de historia en ese momento; y el primer campo de juego fue "La Arenera",ubicado en las calles Aurora y Ameghino (a unos 150 metros del actual Parque Ancap).
En 1951 se inaugura el "Parque Troppiano" (ubicado en Camino Las Tropas) en homenaje a uno de los paladines del club, Pedro Troppiano. A partir de 1976 Uruguay Montevideo se instaló en el Parque Ancap, en los accesos de Ruta 1 a la rambla de Montevideo. El escenario lleva ese nombre porque fue Ancap quien le cedió esos terrenos al club.

### Participación en torneos de ascenso
A lo largo de su historia ha sido uno de los máximos animadores de la Divisional Intermedia (tercera categoría), al punto de ser uno de los equipos con más títulos de dichas ligas (8 en total). La primera vez fue en 1936 cuando se consagró campeón de la Divisional Extra, en ese momento el tercer nivel del fútbol uruguayo. Posteriormente obtuvo los títulos de la Intermedia en 1950, 1955, 1957 y 1965. Ello lo llevó a debutar en el fútbol profesional en el campeonato de Primera "B" de 1951 (descendió ese mismo año). Ya con la divisional con el nombre de Primera "C" obtuvo el campeonato de 1993 superando en la final a Juventud de Las Piedras en el Parque Central, y en 2002 cuando el nombre era Liga Metropolitana Amateur venciendo en la Final 4-1 a La Luz en el Méndez Piana.
También existieron decepciones, como las finales perdidas ante Villa Teresa (1999), Huracán (2010), Canadian (2013) y Rocha (2019).

### Patrocinio de la empresa Mita
Durante un tiempo, en la década de 1990, se denominó al club "Mita Uruguay Montevideo" por motivos de patrocinio de la marca Mita (una empresa japonesa fabricante de fotocopiadoras), siendo un caso único dentro del fútbol uruguayo profesional de un club que llevara nombre patrocinado. El equipo participaba en esa época de la Segunda División Profesional y en 1994 terminó en tercera posición, siendo uno de los momentos más altos de la institución y más cercanos al ascenso a Primera.

### Actualidad
En el 2020 los celestes de Pueblo Victoria obtuvieron su octavo título de tercera categoría, al superar en la final a Colón, en partido disputado en el Estadio Centenario cuando todavía se sufría la pandemia de covid-19 que inhabilitaba la concurrencia a los estadios.
Desde entonces, Uruguay Montevideo participa consecutivamente en la Segunda División Profesional desde 2021 hasta el presente. Actualmente es el club con más participaciones en Segunda División (29 incluyendo la actual participación en el campeonato 2024) sin haber logrado nunca ascender a la Primera División.
En 2022 y en 2023 volvió a repetir la tercera posición de aquel lejano 1994 en la tabla general pero no pudo ascender, cayendo las 2 veces eliminado por Rampla Juniors en las semifinales de la eliminatoria por el tercer ascenso. 
En 2024 Uruguay Montevideo, dirigido por Richard Pellejero y capitaneado por Carlos "Pato" Sánchez, realizó su mejor campaña hisórica con tres chances de lograr el ascenso. Arribó a falta de 2 fechas como líder de la tabla anual pero cayó ante Colón por 1:0 perdiendo la punta en manos de Plaza Colonia. Aun así mantenía la chance del segundo ascenso directo en caso de rescatar un punto en la última fecha frente a Albion (ya que simultáneamente Torque caía goleado) pero nuevamente perdió, con un penal malogrado incluido.Entonces UMFC quedó segundo en la tabla de posiciones, e igualado en puntos con Montevideo City Torque, por lo que se debió jugar un desempate por el segundo ascenso; y en esta serie (de ida y vuelta) la perdió por un global de 3:1. La tercera posibilidad de ascender llegó a través de los play-off por el tercer ascenso: en esta instancia superó en semifinales a Cerrito (5:3 en el global) y clasificó por primera vez a la final, dónde enfrentó a Juventud y perdió por un global de 3:1.

## Símbolos

### Escudo y bandera
El escudo del club se compone principalmente por celeste y/o blanco, en algunas ocasiones cuenta con la participación del negro.
Lo más característico de su identidad visual es el protagonismo de las siglas "UMFC" dando alusión a su nombre, salvo en una ocasión donde se retiró la "F" y la "C". 
Evolución del escudo
|  |  |  |  |  |

## Uniforme
- Uniforme titular: Camiseta celeste con las calles de su barrio Pueblo Victoria en un tono más oscuro, pantalón negro y medias negras.
- Uniforme alternativo: Camiseta gris oscuro, también cuenta con las calles del barrio en un tono más oscuro, pantalón negro y medias negras.

## Proveedores y patrocinadores
| Período       | Proveedor    |
| ------------- | ------------ |
| ¿?-¿?         | Bandera de ? |
| 2016-2021     | Nass         |
| 2022-presente | Mgr Sport    |

| Período | Parte delantera                       | Parte trasera                                    | Mangas o short         |
| ------- | ------------------------------------- | ------------------------------------------------ | ---------------------- |
| ¿?-¿?   | Bandera de ?                          |                                                  |                        |
| 2021    | Asfalkote Pennsylvania Ecoviox        | M. de León Transportes Energizer Cortiluz        | Antel Gomería Gallardo |
| 2022    | Asfalkote Pennsylvania Orgánica Celia | Ferretería Del Paso WOS Uruguay Gomería Gallardo | Antel Óptica San Cono  |

## Estadio

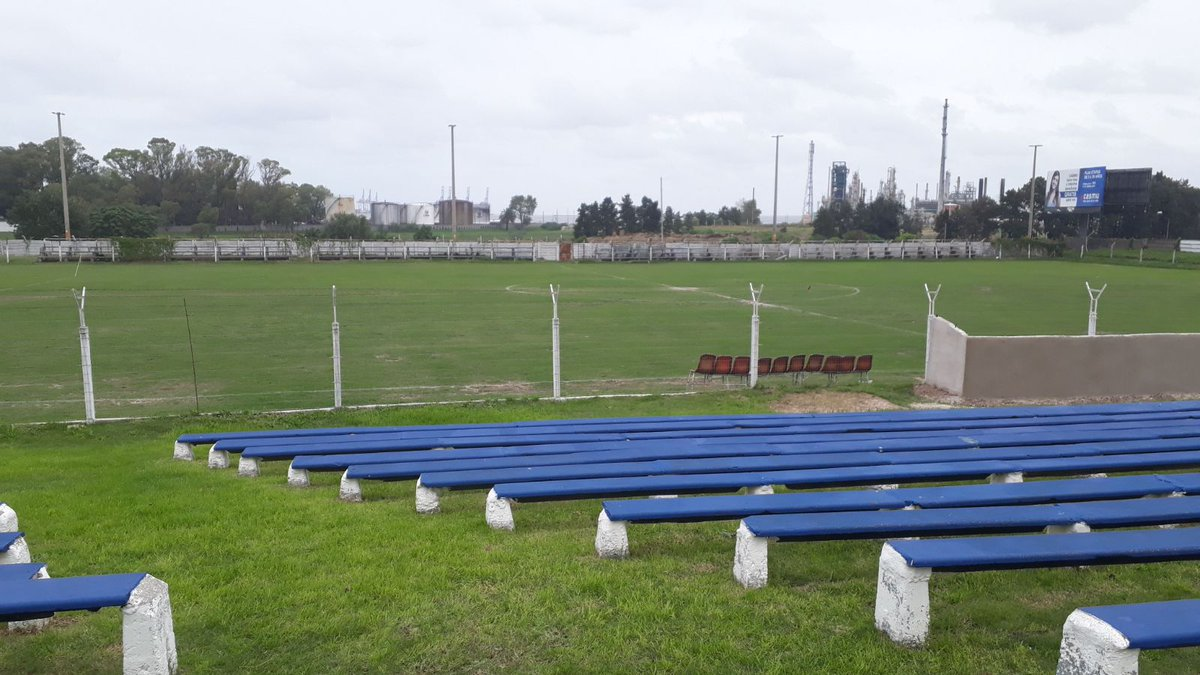
Parque ANCAP, estadio de Uruguay Montevideo.

Su escenario deportivo es el Parque Ancap, nombre dado porque la entidad pública del mismo nombre le cedió el terreno por 100 años, en 1976.
Se encuentra ubicado en Pueblo Victoria, a escasos metros de la sede del club. En concreto, se localiza sobre la Ruta 1, en los accesos por el Oeste de la ciudad de Montevideo y frente a la refinería La Teja y el Río de la Plata, casi que equidistante por 1 kilómetro de distancia entremedio de la cancha de Progreso (hacia el Oeste) y la cancha de Fénix (hacia el centro), ambos escenarios también ubicados sobre Ruta 1 y frente al Río de la Plata.
Anteriormente ofició de local en los extintos campos "La Arenera" y "Parque Troppiano".

## Palmarés

### Campeones de Liga
| Nivel        | Competición nacional           | Títulos                | Subtítulos |
| ------------ | ------------------------------ | ---------------------- | ---------- |
| 3ª categoría | Divisional Extra (1)           | 1936                   |            |
| 3ª categoría | Divisional Intermedia (4):     | 1950, 1955, 1957, 1965 |            |
| 3ª categoría | Liga Metropolitana Amateur (2) | 1993, 2002             |            |
| 3ª categoría | Primera División Amateur (1)   | 2020                   |            |

### Otros torneos menores
| Nivel         | Torneo                                       | Títulos    | Subtítulos |
| ------------- | -------------------------------------------- | ---------- | ---------- |
| 3ra categoría | Segunda División Amateur Torneo Apertura (2) | 2012, 2019 |            |